# Luigi Cazzavillan
Luigi Cazzavillan (Arzignano, 1852-Bucarest, 1904) fue un periodista, soldado y profesor italiano instalado en Rumanía.

## Biografía
Nacido en la localidad italiana de Arzignano en 1852, hizo sus primeros estudios en el instituto de Chiari y a los catorce años se enroló como voluntario en el ejército italiano contra Austria en la rebelión de la independencia. Al final de la campaña regresó a Vicenza donde se graduó en el instituto técnico. En 1870-1871 participó en Francia, bajo las órdenes de Garibaldi, en la guerra contra Prusia y fue ascendido a segundo teniente en el campo de batalla. En 1876, cuando estalló la guerra entre Serbia y el Imperio otomano, Cazzavillan se unió a la legión italiana en el ejército serbio.

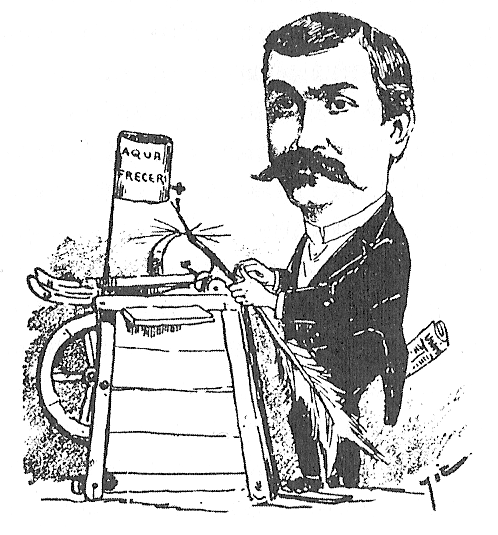
Caricaturizado por Constantin Jiquidi

En 1877 se trasladó a Rumania como corresponsal de varios periódicos italianos y luego trabajó como secretario del ingeniero jefe durante la construcción de la línea ferroviaria Frăteşti-Zimnicea.Después de algunos intentos comerciales desafortunados, Cazzavillan fue nombrado profesor de italiano en el colegio Sfântul Sava y más adelante en el Matei Basarab, permaneciendo en el cuerpo docente durante varios años.
En 1880 comenzó a publicar los periódicos Frația Romând-italiană y Tesaurul Familiei, luego, en 1888 abrió una pequeña imprenta y fundó el diario Universul. En pocos años, este órgano de publicidad, muy difundido en todas las clases populares, se convirtió en un poderoso medio de publicidad para la venta de numerosos artículos comerciales de todo tipo. Cazzavillan también publicó Curierul Serei y Feselia. Falleció  el 24 de diciembre de 1903jul./ 6 de enero de 1904greg. en Bucarest.